# Ravninsko stablo
Ravninsko stablo, ravninsko drvo, planarno stablo, pojam iz teorije grafova. To je 
stablo kojemu je u svakom vrhu zadan poredak bridova koji izlaze iz toga vrha. Jedinstvena način kojim redoslijedom kružno upisujemo bridove iz toga vrha pri crtanju na papiru dobivamo iz poretka bridova.